# 茨城少年リンチ殺人事件
茨城少年リンチ殺人事件（いばらきしょうねんリンチさつじんじけん）は、2000年（平成12年）5月に茨城県牛久市で発生した強盗致死事件。現在も犯人は逮捕されておらず、未解決事件である。事件発生後に警察庁は「罪が凶悪で再犯の恐れが高い場合」に14歳以上の少年に対して公開捜査を適用できる通達をしたが、本事件が全国初の適用となった。

## 概要
2000年（平成12年）5月4日午前0時30分頃、土木作業員の少年（当時17歳）は交際していた女性と共に牛久市中央3丁目のスーパーマーケットに来店。2人がジュースを買っている時に突然4人組の男に襲われ、非常階段に逃げ込んだ。しかし、少年はおよそ20分間無抵抗のまま、4人組の男から暴行を受けて所持金数千円を奪われ、女性は犯人の1人に拘束された。少年は頭を強く打ち意識不明のまま、9日後の5月13日午前1時頃に脳挫傷や急性硬膜下血腫で死亡した。

## 捜査経過
竜ケ崎警察署は少年の死亡を受けて容疑を傷害から傷害致死に切り替えて4人組の男の行方を捜索した。その後、現金数千円を奪ったと見て容疑を強盗致死に切り替えて捜査した。
2004年（平成16年）5月11日、茨城県警察刑事部捜査第一課は重要参考人の男4人の似顔絵を公開した。2003年（平成15年）12月、警察庁は「犯行が悪質で再犯の恐れが高い場合には19歳以下の少年でも特徴を公開できる」という適用を全国の警察本部に通達したが、本件が全国で初めての適用となった。　
2016年（平成28年）11月27日、茨城県警察は重要参考人の男4人の静止画と30〜45歳辺りの年齢を想定した似顔絵を公開した。
2017年（平成29年）5月2日、茨城県警察は、現場付近の防犯カメラが記録した重要参考人の男4人の動画を公開した。その後、YouTubeに公式チャンネルを作成して動画を公開した。
2021年（令和3年）4月、茨城県警察は全国で初めて情報提供報奨金制度を導入し、事件解決に繋がる有力情報を提供した者に1事件につき5万円を上限に報奨金を支払うことを決めた。

## 犯人グループの特徴
- A
  - 身長：165cm位
  - 体格：中肉
  - 頭髪：坊主に近い短い髪
  - 服装：白色トレーナー、黒色ズボン

- B
  - 身長：175cm位
  - 体格：やせ型
  - 頭髪：やや長め
  - 服装：黒色パーカー、茶色ズボン

- C
  - 身長：170cm位
  - 体格：中肉
  - 頭髪：ぼっちゃん刈り風
  - 上衣：灰色トレーナー、青色ジーンズ
  - その他：眼鏡使用

- D
  - 身長：175cm位
  - 体格：やせ型
  - 頭髪：パーマ風の茶髪
  - 上衣：黒色トレーナー、茶色ズボン